# Thomas Peak
Der Thomas Peak ist ein 2040 m hoher Berg im ostantarktischen Viktorialand. In den Victory Mountains ragt er auf der Westseite des Malta-Plateaus aus einem Gebirgskamm zwischen dem Wilhelm- und dem Olson-Gletscher auf.
Der United States Geological Survey kartierte ihn anhand eigener Vermessungen und Luftaufnahmen der United States Navy aus den Jahren von 1960 bis 1964. Das Advisory Committee on Antarctic Names benannte ihn im Jahr 1970 nach Francis J. Thomas, Biologe auf der McMurdo-Station zwischen 1962 und 1963 sowie von 1964 bis 1965.